# Clássico do Sertão (Paraíba)
O Clássico do Sertão é o clássico que envolve dois dos principais clubes do sertão paraíbano, o Atlético Cajazeirense de Desportos, da cidade de Cajazeiras, e o Sousa Esporte Clube, da cidade homônima.

## Estatísticas
- Número de Jogos: 58
- Vitórias do Sousa: 26
- Vitórias do Atlético: 21
- Empates: 11
- Gols do Sousa: 67
- Gols do Atlético: 62
- Maior goleada: Sousa 4 x 1 Atlético, Campeonato Paraibano, 2 de maio de 2004
- Jogo mais recente: Atlético 1 x 2 Sousa, Campeonato Paraibano, 3 de março de 2024